# Хрущёвские Дворики
Хрущёвские Дво́рики — деревня в Залегощенском районе Орловской области России. Входит в состав Ломовского сельского поселения.

## География
Деревня находится в центральной части Орловской области, в лесостепной зоне, в пределах центральной части Среднерусской возвышенности, на расстоянии примерно 19 км (по прямой) к юго-западу от посёлка городского типа Залегощь, административного центра района. Абсолютная высота — 237 м над уровнем моря.
Часовой пояс
Деревня Хрущёвские Дворики, как и вся Орловская область, находится в часовой зоне МСК (московское время). Смещение применяемого времени относительно UTC составляет +3:00.

## Население
| 2010 |
| ---- |
| 11   |

Половой состав
По данным Всероссийской переписи населения 2010 года в гендерной структуре населения мужчины составляли 54,5 %, женщины — соответственно 45,5 %.
Национальный состав
Согласно результатам переписи 2002 года, в национальной структуре населения русские составляли 75 % из 12 чел.